# Spencer Knight
Spencer Knight, född 19 april 2001, är en amerikansk professionell ishockeymålvakt som är kontrakterad till Florida Panthers i National Hockey League (NHL) och spelar för Charlotte Checkers i American Hockey League (AHL).
Han har tidigare spelat för Boston College Eagles i National Collegiate Athletic Association (NCAA) och Team USA i United States Hockey League (USHL).
Knight draftades av Florida Panthers i första rundan i 2019 års draft som 13:e spelare totalt.